# Pareurystomina biserialis
Pareurystomina biserialis är en rundmaskart. Pareurystomina biserialis ingår i släktet Pareurystomina, och familjen Enchelidiidae. Arten är reproducerande i Sverige.